# Nikolái Iliev
Nikolái Iliev (Sofía, Bulgaria, 31 de marzo de 1964) es un exfutbolista búlgaro, se desempeñaba como lateral, extremo o defensa, destacando por su polivalencia.

## Clubes
| Club             | País     | Año         | Partidos | Goles |
| PFC Levski Sofia | Bulgaria | 1982 - 1989 | 182      | 21    |
| Bolonia FC       | Italia   | 1989 - 1991 | 28       | 3     |
| Hertha BSC       | Alemania | 1991 - 1992 | 10       | 1     |
| PFC Levski Sofia | Bulgaria | 1992 - 1993 | 14       | 7     |
| Stade Rennes     | Francia  | 1993 - 1995 | 5        | 0     |